# سیرا نوادا د لاگوناس براواس
سیرا نوادا د لاگوناس براواس (به اسپانیایی: Sierra Nevada de Lagunas Bravas) یک رشته‌کوه در شیلی است که در بخش آنتوفاگاستا د لا سیرا واقع شده‌است. سیرا نوادا د لاگوناس براواس ۶٬۱۲۷ متر بالاتر از سطح دریا واقع شده‌است.